# Comuna de Ostróda
Ostróda (polaco: Gmina Ostróda) é uma gminy (comuna) na Polónia, na voivodia de Vármia-Masúria e no condado de Ostródzki. A sede do condado é a cidade de Ostróda.
De acordo com os censos de 2004, a comuna tem 15 416 habitantes, com uma densidade 38,4 hab/km².

## Área
Estende-se por uma área de 401,06 km², incluindo:
- área agricola: 54%
- área florestal: 29%

## Demografia
Dados de 30 de Junho 2004:
|                      | Total   | Total | Mulheres | Mulheres | Homens  | Homens |
| -------------------- | ------- | ----- | -------- | -------- | ------- | ------ |
|                      | pessoas | %     | pessoas  | %        | pessoas | %      |
| População            | 15 416  | 100   | 7628     | 49,5     | 7788    | 50,5   |
| Densidade (pop./km²) | 38,4    | 100   | 19       | 19       | 19,4    | 19,4   |

De acordo com dados de 2002, o rendimento médio per capita ascendia a 1411,42 zł.

## Subdivisões
- Brzydowo, Durąg, Dziadyk, Gierłoż, Giętlewo, Glaznoty, Grabin, Górka, Idzbark, Kajkowo, Kątno, Klonowo, Lipowiec, Lipowo, Lubajny, Międzylesie, Morliny, Naprom, Ornowo, Ostrowin, Pietrzwałd, Reszki, Rudno, Samborowo, Smykówko, Stare Jabłonki, Szyldak, Turznica, Tyrowo, Wałdowo, Wirwajdy, Wygoda, Wysoka Wieś, Zwierzewo.

## Comunas vizinhas
- Dąbrówno, Gietrzwałd, Grunwald, Iława, Lubawa, Łukta, Miłomłyn, Olsztynek, Ostróda